# Ульман, Кирилл Вячеславович
Кирилл Вячеславович Ульман (укр. Кирило В'ячеславович Ульман, позывной — Немец; 1 мая 1987, Днепропетровск — 15 февраля 2024, Авдеевка) — украинский военнослужащий, младший сержант, участник российско-украинской войны. Герой Украины (2025, посмертно).

## Биография
Родился 1 мая 1987 в Днепропетровске. До начала полномасштабного вторжения России в Украину в феврале 2022 года Кирилл Ульман был предпринимателем и основателем украинской компании по производству комбучи под брендом Godzyki — безалкогольного напитка на основе чайного гриба. 
С началом вторжения он добровольно вступил в Вооружённых сил Украины, присоединившись к добровольческому формированию территориальной обороне в Днепре, созданному ветеранами полка «Азов». Позже он стал служить в противотанковом батальоне 3-й отдельной штурмовой бригады. 
15 февраля 2024 года, во время боёв за Авдеевку, Кирилл Ульман погиб от пули снайпера, прикрывая отход украинского гарнизона из города.
Похоронен на Лесном кладбище в Киеве.

## Награды
- Звание «Герой Украины» с удостоением ордена «Золотая Звезда» (5 мая 2025, посмертно) — за личное мужество и героизм, проявленные в защите государственного суверенитета и территориальной целостности Украины, верность военной присяге[5].